# Kampfgeschwader 6
Kampfgeschwader 6 foi uma unidade aérea da Luftwaffe que prestou serviço durante a Segunda Guerra Mundial. Equipada com aeronaves como o Messerschmitt Bf 109, o Me 262, o Junkers Ju 188 e o Junkers Ju 88, participou em operações aéreas na Batalha da Grã-Bretanha, na Frente Oriental, no Norte de África, na Itália e na Invasão da Normandia.

## Comandantes[2]
- Joachim Hahn, Abril de 1942 - 4 de Junho de 1942
- Wolfgang Bühring, 4 de Junho de 1942 - 1 de Setembro de 1942
- Walter Storp, 1 de Setembro de 1942 - 11 de Setembro de 1943
- Hermann Hogeback, 11 de Setembro de 1943 - 8 de Maio de 1945